# Conference Premier 2013-2014
La Conference League Premier 2013-2014, conosciuta anche con il nome di Skrill Premier per motivi di sponsorizzazione, è stata la 35ª edizione del campionato inglese di calcio di quinta divisione.

## Squadre partecipanti
| Squadra           | Città                | Stadio                          | Stagione precedente                           |
| ----------------- | -------------------- | ------------------------------- | --------------------------------------------- |
| Aldershot Town    | Aldershot            | Recreation Ground               | 24º posto in Football League Two, retrocesso  |
| Alfreton Town     | Alfreton             | North Street                    | 13º posto in Conference League Premier        |
| Barnet            | Londra (High Barnet) | The Hive Stadium                | 23º posto in Football League Two, retrocesso  |
| Braintree Town    | Braintree            | Cressing Road                   | 9º posto in Conference League Premier         |
| Cambridge United  | Cambridge            | Abbey Stadium                   | 14º posto in Conference League Premier        |
| Chester           | Chester              | Deva Stadium                    | 1º posto in Conference League North, promosso |
| Dartford          | Dartford             | Princes Park                    | 8º posto in Conference League Premier         |
| Forest Green      | Nailsworth           | The New Lawn                    | 10º posto in Conference League Premier        |
| Gateshead         | Gateshead            | Gateshead International Stadium | 17º posto in Conference League Premier        |
| Grimsby Town      | Grimsby              | Blundell Park                   | 4º posto in Conference League Premier         |
| Halifax Town      | Halifax              | The Shay                        | 5º posto in Conference League North, promosso |
| Hereford United   | Hereford             | Edgar Street                    | 6º posto in Conference League Premier         |
| Hyde              | Hyde                 | Ewen Fields                     | 18º posto in Conference League Premier        |
| Kidderminster     | Kidderminster        | Aggborough                      | 2º posto in Conference League Premier         |
| Lincoln City      | Lincoln              | Sincil Bank                     | 16º posto in Conference League Premier        |
| Luton Town        | Luton                | Kenilworth Road                 | 7º posto in Conference League Premier         |
| Macclesfield Town | Macclesfield         | Moss Rose                       | 11º posto in Conference League Premier        |
| Nuneaton Town     | Nuneaton             | Liberty Way                     | 15º posto in Conference League Premier        |
| Salisbury City    | Salisbury            | The Raymond McEnhill Stadium    | 2º posto in Conference League South, promosso |
| Southport         | Southport            | Haig Avenue                     | 20º posto in Conference League Premier        |
| Tamworth          | Tamworth             | The Lamb Ground                 | 19º posto in Conference League Premier        |
| Welling United    | Londra (Bexley)      | Park View Road                  | 1º posto in Conference League South, promosso |
| Woking            | Woking               | Kingfield Stadium               | 12º posto in Conference League Premier        |
| Wrexham           | Wrexham              | Racecourse Ground               | 5º posto in Conference League Premier         |

## Classifica finale
|  | Pos. | Squadra              | Pt  | G  | V  | N  | P  | GF  | GS  | DR  |
|  | ---- | -------------------- | --- | -- | -- | -- | -- | --- | --- | --- |
|  | 1.   | Luton Town           | 101 | 46 | 30 | 11 | 5  | 102 | 35  | +67 |
|  | 2.   | Cambridge Utd        | 82  | 46 | 23 | 13 | 10 | 72  | 35  | +37 |
|  | 3.   | Gateshead            | 79  | 46 | 22 | 13 | 11 | 72  | 50  | +22 |
|  | 4.   | Grimsby Town         | 78  | 46 | 22 | 12 | 12 | 65  | 46  | +19 |
|  | 5.   | Halifax Town         | 77  | 46 | 22 | 11 | 13 | 85  | 58  | +27 |
|  | 6.   | Braintree Town       | 74  | 46 | 21 | 11 | 14 | 57  | 39  | +18 |
|  | 7.   | Kidderminster        | 72  | 46 | 20 | 12 | 14 | 66  | 59  | +7  |
|  | 8.   | Barnet               | 70  | 46 | 19 | 13 | 14 | 58  | 53  | +5  |
|  | 9.   | Woking               | 68  | 46 | 20 | 8  | 18 | 66  | 69  | −3  |
|  | 10.  | Forest Green         | 67  | 46 | 19 | 10 | 17 | 80  | 66  | +14 |
|  | 11.  | Alfreton Town (-3)   | 67  | 46 | 21 | 7  | 18 | 69  | 74  | −5  |
|  | 12.  | Salisbury City       | 67  | 46 | 19 | 10 | 17 | 58  | 63  | −5  |
|  | 13.  | Nuneaton Town        | 66  | 46 | 18 | 12 | 16 | 54  | 60  | −6  |
|  | 14.  | Lincoln City         | 65  | 46 | 17 | 14 | 15 | 60  | 59  | +1  |
|  | 15.  | Macclesfield Town    | 61  | 46 | 18 | 7  | 21 | 62  | 63  | −1  |
|  | 16.  | Welling Utd          | 60  | 46 | 16 | 12 | 18 | 59  | 61  | −2  |
|  | 17.  | Wrexham              | 59  | 46 | 16 | 11 | 19 | 61  | 61  | 0   |
|  | 18.  | Southport            | 53  | 46 | 14 | 11 | 21 | 53  | 71  | −18 |
|  | 19.  | Aldershot Town (-10) | 51  | 46 | 16 | 13 | 17 | 69  | 62  | +7  |
|  | 20.  | Hereford Utd         | 51  | 46 | 13 | 12 | 21 | 44  | 63  | −19 |
|  | 21.  | Chester              | 51  | 46 | 12 | 15 | 19 | 49  | 70  | −21 |
|  | 22.  | Dartford             | 44  | 46 | 12 | 8  | 26 | 49  | 74  | −25 |
|  | 23.  | Tamworth             | 39  | 46 | 10 | 9  | 27 | 43  | 81  | −38 |
|  | 24.  | Hyde                 | 10  | 46 | 1  | 7  | 38 | 38  | 119 | −81 |

Legenda:
      Promosso in Football League Two 2014-2015.
  Ammesso ai play-off.
      Retrocesso in Conference League North 2014-2015.
      Retrocesso in Conference League South 2014-2015.
Regolamento:
Tre punti a vittoria, uno a pareggio, zero a sconfitta.
In caso di arrivo di due o più squadre a pari punti, la graduatoria viene stilata secondo i seguenti criteri:
- differenza reti
- maggior numero di gol segnati

Note:

Salisbury City inizialmente retrocesso in Conference League South 2014-2015 per irregolarità finanziarie e successivamente escluso dalla Football Conference per non essere riuscito a pagare i debiti. Il club è stato poi rifondato nel 2015 con la denominazione di Salisbury FC ed ammesso in Wessex League Premier Division.
Hereford United escluso dalla Conference League Premier per irregolarità finanziarie e sciolto per debiti dall'Alta Corte. Dopo la rifondazione come Hereford FC nel 2014, ha ripreso l'attività nella Midland League Premier Division.
Il Chester ed il Dartford sono stati poi riammessi in Conference League Premier 2014-2015.
Penalizzazioni:

L'Aldershot Town è stato sanzionato con 10 punti di penalizzazione per essere entrato in amministrazione finanziaria.
L'Alfreton Town è stato sanzionato con 3 punti di penalizzazione per aver utilizzato un calciatore non idoneo.

## Spareggi

### Play-off

#### Tabellone
|  | Semifinali | Semifinali    | Semifinali | Semifinali | Semifinali |  |  | Finale | Finale        | Finale |  |
|  |            |               |            |            |            |  |  |        |               |        |  |
|  | 5          | Halifax Town  | 1          | 0          | 1          |  |  |        |               |        |  |
|  | 2          | Cambridge Utd | 0          | 2          | 2          |  |  | 2      | Cambridge Utd | 2      |  |
|  | 4          | Grimsby Town  | 1          | 1          | 2          |  |  | 3      | Gateshead     | 1      |  |
|  | 3          | Gateshead     | 1          | 3          | 4          |  |  |        |               |        |  |

#### Semifinali
|                  | Risultati |                  | Luogo     |
| ---------------- | --------- | ---------------- | --------- |
| Halifax Town     | 1-0       | Cambridge United | Halifax   |
| Cambridge United | 2-0       | Halifax Town     | Cambridge |
|                  |           |                  |           |
| Grimsby Town     | 1-1       | Gateshead        | Grimsby   |
| Gateshead        | 3-1       | Grimsby Town     | Gateshead |
|                  |           |                  |           |

#### Finale
|                  | Risultati |           | Luogo                    |
| ---------------- | --------- | --------- | ------------------------ |
| Cambridge United | 2-1       | Gateshead | Londra (Wembley Stadium) |
|                  |           |           |                          |

## Statistiche

### Individuali

#### Classifica marcatori
| Gol |  |  | Giocatore      | Squadra             |
| --- |  |  | -------------- | ------------------- |
| 30  |  |  | Andre Gray     | Luton Town          |
| 29  |  |  | Lee Gregory    | Halifax Town        |
| 24  |  |  | Brett Williams | Aldershot Town      |
| 18  |  |  | James Norwood  | Forest Green Rovers |
| 18  |  |  | John Akinde    | Alfreton Town       |
| 18  |  |  | Scott Boden    | Macclesfield Town   |
| 18  |  |  | Ben Tomlinson  | Lincoln City        |
| 17  |  |  | Paul Benson    | Luton Town          |
| 17  |  |  | Louis Moult    | Nuneaton Town       |